# 小仏城山テレビ中継局
小仏城山中継局（こぼとけしろやまちゅうけいきょく）は、東京都八王子市に設置されている地上デジタルテレビジョン放送局の中継局である。
当記事では、同所に設置されている地上デジタルテレビジョン放送局の中継局である相模原中継局（さがみはらちゅうけいきょく）についても記述する。

## 概要
小仏城山中継局は、日本放送協会（NHK）と関東広域圏を放送対象地域とする民放各局および、東京都を放送対象地域とする東京メトロポリタンテレビジョン （TOKYO MX）が送信施設を設置している。また、相模原中継局は神奈川県を放送対象地域とするテレビ神奈川（tvk）が送信施設を設置している。
なお、TOKYO MX および tvk については県域放送であることから、前者は神奈川県相模原市の一部（緑区橋本周辺）が、後者は東京都八王子市と町田市の一部が、それぞれスピルオーバー（放送対象地域外への送信）となる。

### 放送区域
当所からの電波を受信し視聴が可能とされる地域（放送区域）は以下のとおり。
- NHKと在京広域局[4]
  - 東京都 : 八王子市・立川市・町田市・日野市・多摩市のそれぞれ一部地域。
  - 神奈川県 : 相模原市・厚木市のそれぞれ一部地域。
- TOKYO MX[2]
  - 東京都 : 八王子市・立川市・町田市・日野市・多摩市のそれぞれ一部地域。
  - 神奈川県 : 相模原市の一部地域。
- tvk[3]
  - 神奈川県 : 相模原市・厚木市・座間市・愛甲郡愛川町のそれぞれ一部地域。
  - 東京都 : 八王子市・町田市のそれぞれ一部地域。

### 置局住所
- 東京都八王子市裏高尾町

## 送信施設概要
| リモコンキーID       | 放送局名             | チャンネル           | 空中線電力           | ERP                  | 放送対象地域                                      | 放送区域内世帯数     | 開局日               |
| 小仏城山テレビ中継局 | 小仏城山テレビ中継局 | 小仏城山テレビ中継局 | 小仏城山テレビ中継局 | 小仏城山テレビ中継局 | 小仏城山テレビ中継局                              | 小仏城山テレビ中継局 | 小仏城山テレビ中継局 |
| -------------------- | -------------------- | -------------------- | -------------------- | -------------------- | ------------------------------------------------- | -------------------- | -------------------- |
| 1                    | NHK東京総合          | 35ch                 | 3W                   | 50W                  | 関東広域圏 （茨城県、栃木県及び群馬県を含まない） | 35万1426世帯         | 2012年3月30日        |
| 2                    | NHK東京教育          | 47ch                 | 3W                   | 50W                  | 全国                                              | 35万1426世帯         | 2012年3月30日        |
| 4                    | 日本テレビ           | 37ch                 | 3W                   | 50W                  | 関東広域圏                                        | 35万1426世帯         | 2012年3月30日        |
| 5                    | テレビ朝日           | 43ch                 | 3W                   | 50W                  | 関東広域圏                                        | 35万1426世帯         | 2012年3月30日        |
| 6                    | TBS                  | 42ch                 | 3W                   | 50W                  | 関東広域圏                                        | 35万1426世帯         | 2012年3月30日        |
| 7                    | テレビ東京           | 44ch                 | 3W                   | 50W                  | 関東広域圏                                        | 35万1426世帯         | 2012年3月30日        |
| 8                    | フジテレビジョン     | 41ch                 | 3W                   | 50W                  | 関東広域圏                                        | 35万1426世帯         | 2012年3月30日        |
| 9                    | TOKYO MX             | 14ch                 | 3W                   | 50.9W                | 東京都                                            | 30万3520世帯         | 2012年3月30日        |
| 相模原テレビ中継局   |                      |                      |                      |                      |                                                   |                      |                      |
| 3                    | tvkテレビ神奈川      | 33ch                 | 3W                   | 53W                  | 神奈川県                                          | 17万7470世帯         | 2012年3月30日        |

- 神奈川県域局のtvk相模原中継局は、東京都八王子市からの放送対象地域外送信であるため、指向性が南（神奈川県）に向けられている。

## 歴史
小仏城山中継局・相模原中継局とも、その設置から本放送に至るまで軌を一にしている。
小仏城山中継局は、東京都内のデジタルテレビ中継局としては永山中継局に次いで3番目、2011年7月24日のテレビ放送完全デジタル化後としては初めて設置されたテレビ中継局である。
- 2012年1月20日 - 予備免許が交付される[1]。
- 2012年1月23日 - 試験放送を開始する。
- 2012年3月16日 - 本免許が交付される。
- 2012年3月30日 - 本放送を開始する。